# SVOLME
株式会社SVOLME（スボルメ）は東京都渋谷区に本社を置くスポーツ用品メーカーである。

## 概要
主にサッカー・フットサル・ランニング用製品を製造販売している。
会社名およびブランド名であるSVOLMEは「SOCCER」・「VOLUME」（サッカーの容量）に由来し、サッカーというスポーツの奥深さが込められている。
商品は直営店およびオンラインショップのほか、日本全国のスポーツ用品店で販売されている。

## 沿革
- 2006年 - 株式会社VOLUME（ボルメ）設立。サッカー・フットサル製品を主に扱う[3]。
- 2016年 - ランニング用品の展開を開始する[4]。
- 2019年 - 社名を株式会社VOLUMEから株式会社SVOLMEへ変更[5]。

## ユニフォームサプライ契約チーム

### 現在
- フットサル
  - エスポラーダ北海道[6]（2009年 - ）
- セパタクロー
  - セパタクロー日本代表[6]
- 陸上
  - 國學院大學陸上競技部[6]

### 過去
- サッカー
  - FC町田ゼルビア[6]（2009年 - 2022年）
  - アビスパ福岡（2011年 - 2014年）
  - グルージャ盛岡（現・いわてグルージャ盛岡）（2011年 - 2016年）
  - Y.S.C.C.横浜（2012年 - 2017年）

## 主な契約選手
- サッカー - 柏木陽介、中村慶太 [6]
- フットサル - 水上玄太 [6]